# Stazione di Reggio Calabria San Gregorio
La stazione di Reggio Calabria San Gregorio è una stazione ferroviaria posta sulla linea Taranto-Reggio Calabria. Serve il centro abitato di San Gregorio. La stazione conta 3 binari, dei quali uno è stato dismesso mediante rimozione degli scambi, lasciando attivi solo i binari 2 e 3.
In origine la sala d'attesa della stazione era chiusa e dotata riscaldamento, ma in seguito, con la rimozione delle porte principali, è stata trasformata in uno spazio aperto. Restano tuttora visibili al loro posto i termosifoni anche se non più utilizzati.

## Movimento
La stazione è servita dai treni del Servizio ferroviario suburbano di Reggio Calabria.

## Galleria d'immagini

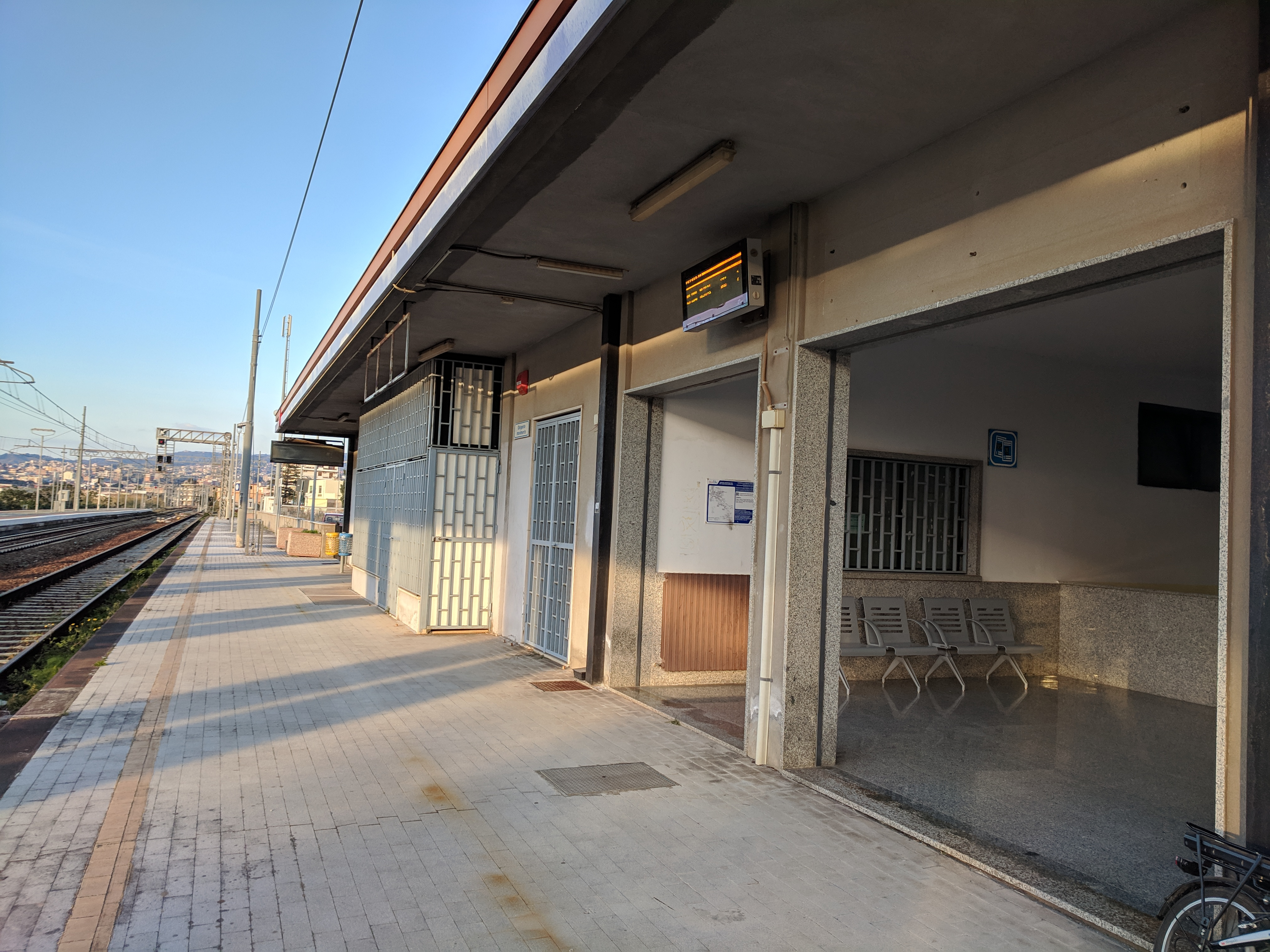
Marciapiede binario 1
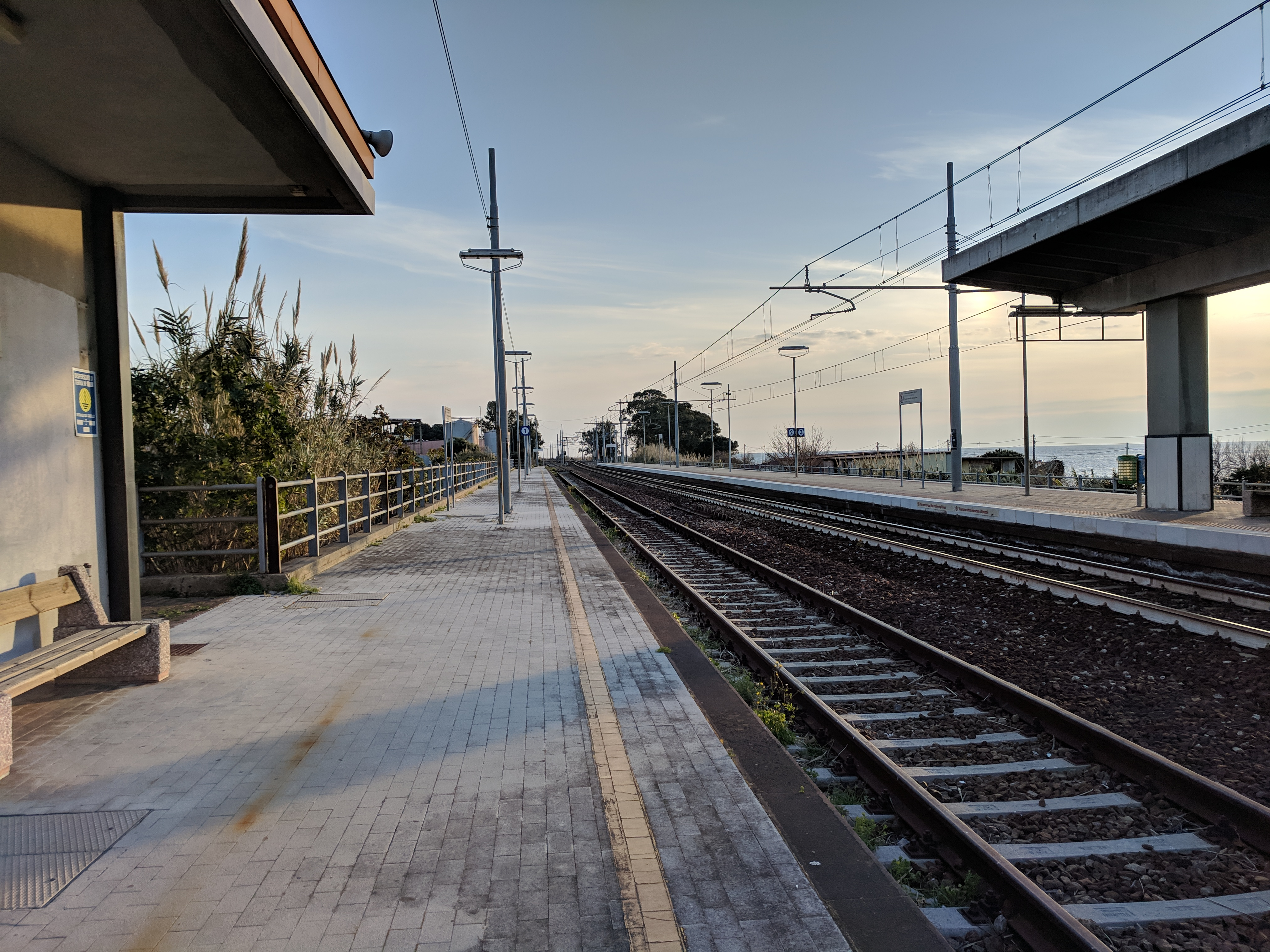
Vista dei binari